# Setge de Lleida (1646)
El Setge de Lleida foren un seguit d'operacions militars en què les tropes franceses tancaren el setge entorn la ciutat de Lleida controlada pel bàndol castellà, entre març i octubre del 1646 durant la confrontació de la Guerra dels Segadors.

## Antecedents
Poc després de la revolta que va suposar el Corpus de Sang, l'exèrcit de Felip IV d'Espanya va ocupar Tortosa i Tarragona, i el 17 de gener de 1641, davant l'alarmant penetració de l'exèrcit castellà, Pau Claris al capdavant de la Diputació del General, proclamà la República Catalana acordant una aliança política i militar amb França, posant Catalunya sota l'obediència de Lluís XIII de França. Pocs dies després, amb l'ajuda de l'exèrcit francès, la Generalitat obtingué una important victòria militar en la batalla de Montjuïc del 26 de gener de 1641, i les tropes castellanes es retiraven a Tarragona, on foren assetjades per l'estol francès d'Henri d'Escoubleau de Sourdis i les tropes de terra de Philippe de La Mothe-Houdancourt fins que els espanyols van bastir un estol comandat per García Álvarez de Toledo y Mendoza que va aconseguir lliurar provisions a la ciutat i fer fugir l'estol francès al Rosselló.
Una columna castellana de 4.500 homes va sortir de Tarragona el 23 de març de 1642 per socórrer el Rosselló, que havia quedat aïllat al nord, però foren derrotades a mig camí i Cotlliure va caure el mes d'abril. El maig, els espanyols retiren els terços que estaven a Roses amb un estol de 78 naus, de manera que el Rosselló va caure completament en mans francocatalanes, i els objectius de Richelieu i Lluís XIII de França de controlar els comtats nordcatalans quedaven satisfets, i pertant es van donar per acabades les operacions principals. A més, el 4 de desembre de 1642, moriria Richelieu, i el 14 de maig de 1643, Lluís XIII, a qui va succeir el seu fill Lluís XIV, el rei sol, començant una època de molta agitació a França que va permetre als espanyols recuperar progressivament territori a l'oest del Principat, provocant la substitució com a Virrei de Catalunya de Philippe de La Mothe-Houdancourt per Henri Harcourt de Lorena.
Creient que el 1646 els francesos tornarien a intentar prendre Lleida, el governador de la ciutat, Gregorio de Brito va manar fortificar la ciutat.

## Desenvolupament tàctic
Henri Harcourt de Lorena va reunir tropes entre Balaguer i Térmens, que fou atacada pels castellans del virrei de Catalunya Diego Mesía Felípez de Guzmán el 6 d'abril capturant la guarnició de 600 homes, però el gruix de les tropes catalanofranceses fou concentrat a Cervera per atacar Lleida des del nord, i es va desplaçar a Bellpuig per bloquejar el Cappont, tancant el setge capturant Albatàrrec i Torres de Segre pel sud, situant-se al Pla de Vilanoveta, tancant el setge el 12 de maig.
Les tropes franceses estaven formades almenys pels regiments d'infanteria d'Harcourt, Languedoc, Rebé, Rahn (suís), Robbe, Gesvres (de 30 comp.), Périgord, Sainte-Mesme, Champagne (molt nombrós doncs formava en 2 batallons), Roquelaure (de 20 comp.), Vaillac (de 20 comp.), Guyenne, Boisse, Couvonges (30 comp.), Sainte Mesme, Monpouillan, Anduze i Entragues (abans Vaubecourt), el terç de Barcelona amb 600 homes i els de cavalleria de Mestre de Camp, Harcourt, Mérinville, Boissac, Balthazar, Sainte Colombe, Chavagnac, Le Ferron, Saint-Simon, Levignan, Gault (italià), Ferté-Sénétere, Aletz (amb la companyia del Baró de Pujols i vingut de Cervera el 20 de novembre) i les companyies de Louis-Charles de Nogaret de Foix Duc de Candale, la de gardes d'Harcourt i la de gendarmes d'Harcourt. Consta també la participació de dues companyies catalanes de la Ciutat de Girona i dues més de la vegueria de Girona. Amb total de les forces catalanes aixecades a la campanya eren formades per 600 h del terç de Barcelona i entre 2400 i 3400 homes en companyies soltes del sometent. També comptava amb 8 peces de 40 lliures,30 de 30 lliures i 7 més de 30 lliures vingudes de Barcelona.
A finals de juny 123 companyies i els recrutes de 8 més arribaven al camp francès. Eren formades pels regiments de Gesvres, Couvonges, Roquelaure, Vaillac, 11 companyies de Sainte Mesme, 10 companyies de Guyenne i 10 companyies de Boisse.
L'octubre en vista del desgast s'ordenava a 40 companyies de cavalleria de l'exèrcit del Piemont de venir a Catalunya. aquestes tropes no arribaren a temps d'intervenir en la batalla de Santa Cecília.
Diego Mesía Felípez de Guzmán, el nou virrei de Catalunya va organitzar un nou exèrcit, format per 26 terços i comanat per Juan Fernández de Heredia que va intentar atrapar per la rereguarda als assetjants el mes d'octubre, entrant per Torres de Segre, però baixant fins a Tortosa per finalment a establir-se a Agramunt, i finalment van plantejar la batalla de Santa Cecília del 21 al 22 de novembre, en la que els castellans sortirien victoriosos.

## Conseqüències
La desfeta de Lleida va significar la destitució immediata d'Henri Harcourt de Lorena, substituït per Lluís II de Borbó-Condé, i la mort de Jeroni de Tamarit, el sergent major del Batalló del Principat, que fou destrossat per la infanteria valona. L'exèrcit francès quedà en pèssim estat després del setge, regiments sencers com el d'Harcourt foren pràcticament anihilats. La sagnia del setge només és comparable al de Roses. El Batalló del Principat ja no aconseguí mai més recuperar-se i els seus efectius foren inferiors a dos mil homes fins a la presa de Barcelona, essent dissolt poc després.